# Николай Стоилов
 Николай Георгиев Стоилов  е български и американски филмов, театрален и озвучаващ актьор и писател.

## Биография
Роден е на 2 юни 1968 г. в София. Баща му, Георги Стоилов, е основател на Филиала на Техническия университет – София в град Пловдив. Започва образованието си в училище с усилено преподаване на френски език и завършва Първа английска гимназия в София през 1987 г. През 1992 г. получава висшето си образование във ВИТИЗ в класа на проф. Николай Люцканов и проф. Здравко Митков.
На десет години играе ролята на малкия Наум в продукцията „Константин Философ“ снимана в Бояна. Като студент се снима във филма на Иван Андонов „Вампири, таласъми“.
След дипломирането си, Стоилов завършва курса Shakespearean („по Шекспир“) на британската театрална школа. През 1995 г. завършва British American Drama Academy (BADA) в Станфорд, САЩ; учи в Marymount Manhattan College (MMC) в Ню Йорк; и професионалната програма за филм, видео и телевизионна режисура и продукция в University of California, Los Angeles (UCLA) в Лос Анджелис.
В Лос Анджелис се снима в сериалите „NCIS: Los Angeles“ и „General Hospital“. Участва във видеоигри, озвучава филми. Филмът „Аз, проклетникът 2“, в който Стоилов озвучава пазач на лаборатория, е номиниран за „Оскар“.
Той е забелязан от критиката и публиката с ролята си на Дарко – главният герой във филма „Дъждът на Лана“. Коментирайки ролята му в този филм, кинокритикът Роджър Ибърт отбелязва, че той би имал бъдеще в ролята на злодей от филм за Джеймс Бонд. През 2005 г. Николай Стоилов печели наградата TIMMY за най-добър актьор на САЩ за тази роля.
Стоилов е съавтор на книгата „Докторантска история на ужасите“. Владее английски, френски и руски, свири на пиано и акордеон (от втори клас). Женен е и има едно дете.